# Calliandra gilbertii
Calliandra gilbertii là một loài thực vật có hoa trong họ Đậu. Loài này được Thulin & Asfaw miêu tả khoa học đầu tiên.